# سالواتور آدامو
سالواتور نایت آدامو (به فرانسوی: Salvatore, Knight Adamo) (زادهٔ ۱ نوامبر ۱۹۴۳ در کومیزو، سیسیل، ایتالیا) آهنگساز و خوانندهٔ بلژیکی موسیقی پاپ است. اکثر آثار آدامو به زبان فرانسه است، در حالی که چند اثر به زبان‌های آلمانی، ایتالیایی و اسپانیایی نیز از او موجود است. موفقیت تجاری کارهای آدامو بیشتر محدود به دهه‌های شصت و هفتاد به خصوص در اروپا و آمریکای لاتین می‌شود. در مجموع فروش آثار این خواننده به ۱۰۰ میلیون نسخه می‌رسد. آدامو اصلیت ایتالیایی/ سیسیلی دارد.